# Matt Taven
Matthew Marinelli (nascido em 20 de março de 1985), ou mais conhecido pelo seu nome no ringue de Matt Taven, é um lutador americano de  wrestling profissional, que atualmente trabalha para a Ring of Honor (ROH).
Taven já se apresentou principalmente em todo o circuito independente do Nordeste dos Estados Unidos. Matt começou a trabalhar semi-regularmente para Ring of Honor em 2012. Taven foi o vencedor do Top Prospects Tournament de 2013 e é o atual campeão mundial televisivo. Taven também trabalhou para a National Wrestling Alliance, Dragon Gate USA, Chaotic Wrestling, New England Championship Wrestling, Top Rope Promotions, Northeast Wrestling, World Wrestling Alliance, Squared Circle Wrestling, Pro Wrestling Experience, Ohio Valley Wrestling e Family Wrestling Entertainment.

## No wrestling
- Movimentos de finalização
  - The Climax (Arm Trap Headlock Driver) - ROH
- Gerentes
  - Kasey Ray[2]
  - Truth Martini
- Alcunhas
  - "The Chaotic Idol"[2]
- Temas de entrada
  - "Pretty Handsome Awkward" por The Used (Circuito independente)
  - "So Unkind" por Voodoo Vegas (1º tema na ROH)
  - "The Hoopla" por The Jack of all Tracks (2013–presente)

## Campeonatos e prêmios
- Chaotic Wrestling
  - Chaotic Wrestling New England Championship (2 vezes)[2][4][5]

- National Wrestling Alliance
  - NWA On Fire Tag Team Championship (1 vez) – com Julian Starr[4]

- Northeast Wrestling
  - NEW Heavyweight Championship (1 vez)[4]

- Pro Wrestling Experience
  - Vencedor do Robbie Ellis Tournament of Super Juniors (1 vez)

- Pro Wrestling Illustrated
  - PWI classificou-o em #231 dos 500 melhores lutadores individuais na PWI 500 em 2011[6]

- Ring of Honor
  - Top Prospect Tournament (2013)
  - ROH World Television Championship (1 vez)
  - ROH World Championship
- Top Rope Promotions
  - TRP Heavyweight Championship (2 vezes)[4]